# 廣津留すみれ
廣津留 すみれ（ひろつる すみれ、1993年7月29日 - ）は、日本のヴァイオリニスト、起業家、著作家。「Smilee Entertainment」社CEO。成蹊大学客員准教授、国際教養大学特任准教授。
大分県大分市出身。大分県立大分上野丘高等学校を経て、ハーバード大学学士課程卒業、ジュリアード音楽院修士課程修了。

## 来歴

### 幼少期から中学卒業まで
1993年に大分県に生まれ大分市で育つ。2歳から英語塾を主宰する母親の影響で英語学習を開始。その結果、4歳で英検3級合格を果たす。また、平行してバイオリンの習得も開始。4歳で譜面を間違いなく読むことができるようになる。
小学校から高校まで地元の公立校に通うなか、学校の勉強は平日のうちに済ませて、休日はそれ以外の活動にいそしむ生活習慣を維持した。小学3年生でヴァイオリンのコンクールに初参加。以来、普段から一日2-3時間、コンクール直前には5-6時間の練習を欠かさなかった。不断の努力が実を結び、小学6年生、中学3年生の折には福岡市で開催されたコンクールで優勝し、東京都での全国大会では「聴衆賞」を獲得するなど、着実に実力を養っていった。その他、由布院の美術館でリサイタルを開いたり、第9回別府アルゲリッチ音楽祭若手演奏家コンサートに史上最年少出場したりと演奏活動を行った。

### 高校時代
2009年、大分県立大分上野丘高等学校に入学し、国立大学の文系を目指すクラスに入る。それまでと変わらずに学業とヴァイオリンとを両立させるなかで、高校1年生のときにイタリアで開催された国際音楽コンクールで優勝を果たす。翌年、その副賞として米国内4州を回るヴァイオリン演奏ツアーを行う。ツアーを成功裡に終えた後、母親の友人の米国人の勧めをきっかけにプリンストン大学とハーバード大学を見学し、ハーバード大学の課外活動を奨励する校風や学生の多様性に強い関心を抱いた。
高校2年生の年末に、カリフォルニア州で上演される、ミュージカルを観るべく母娘二人で渡米。元旦にカリフォルニアの海岸を二人で散策しているときに「ハーバードに行こうかな」と言い出した。インターネットで調べてみると、出願に際して渡米する必要がなく、合否決定まで日本に居ながらにして可能であることが分かったために、2月にハーバード大学受験を決意した。
SAT (大学進学適性試験)の学習に加えて、ヴァイオリンのレッスンを受けるための練習も怠らず、睡眠不足の日々が続くこととなった。そんななかでも並行して、ハーバード大学の合否判定に不可欠なエッセイ（小論文）を半年かけて2本作成し、Skypeによる面接を経て、高校3年生の2011年12月に合格通知を受け取った。同月、慶應義塾大学総合政策学部にも合格した。

### ハーバード大学時代
2012年9月にハーバード大学に入学。入学直後、授業そのもので用いられる英語は平易に感じられたが、授業で交わされる会話のカジュアルな言い回しやスピードについていけず、授業内容を把握できずに四苦八苦し、担当教授に相談して補習でのフォローを受けることとなった。この言葉の壁は、およそ1年で乗り越えることができた。
2年次より、応用数学、社会学を経て、主専攻を音楽に、副専攻でグローバルヘルスを選択する。また、学生団体では、学生オペラプロダクション、弦楽アンサンブル、「ハーバード･ラドクリフ･オーケストラ」、「ジャパン･ソサエティー」の4団体に所属し、弦楽アンサンブルでは部長を、「ハーバード･ラドクリフ･オーケストラ」ではコンサートマスターを務めた。
学業の合間に、オーケストラのツアーでイスラエルやヨルダンを訪問したり、ヨーロッパでの音楽修行を重ね、夏には後述の「Summer in JAPAN」活動に邁進した。
課外活動を進めるなか、ヴァイオリン演奏がチェリストヨーヨー・マの創立した「シルクロード･アンサンブル」のディレクターの耳に入る機会を得て、ヨーヨー・マとハーバード大学で共演する機会が実現。学業に加えて、こういった課外活動での積み重ねを経て、卒業論文が最優秀賞に選ばれ、2016年5月に首席卒業の栄誉を勝ち取った。

### ジュリアード音楽院時代
ハーバード大学に加え、ニューヨークの街でもヴァイオリンを極めようと、ジュリアード音楽院の大学院進学を決意。2016年9月に入学し、ヴァイオリンを専攻した。
授業、課題、課外活動、社交などの複数のタスクを友人たちと一緒に同時並行させてきたハーバード大学時代とは一転して、ジュリアード音楽院では独りきりで練習室に籠る時間が中心となった。試験やコンサートを控える折には長時間連続して練習に充てることもあった。
自身が創立の弦楽四重奏団「アンソニアカルテット」の運営やリンカーンセンター、ニューヨーク現代美術館での演奏や演奏会の裏方を担い、学内のオーケストラでは共同コンサートマスターを務めるなど、演奏技術に加えてリーダーシップを発揮していった。またファイナルファンタジーシリーズのサウンドトラック録音に携わった。加えて、学生運営の学校新聞『The Citizen-Penguin』の立ち上げに参画し、記者をも務めた。こういった意欲的な姿勢が評価され、2018年に卒業時に2名に限って与えられる最優秀賞（William Schuman Prize）を受賞した。

### 卒業後
ハーバード大学の副専攻で学んだグローバルヘルスに関する諸問題の解決に際し、半生を通じて取り組んできた音楽を生かしたいと考え、ニューヨーク市でエンターテインメントを担う音楽コンサルティング会社「Smilee Entertainment」社を立ち上げる。そのまま同市に在住し、ヨーヨー・マとの共演に加え、ゲーム音楽の作曲やプロデュース公演に携わった。
2020年に、コロナ禍により帰国。著述業や講演活動に加え、テレビ番組への出演、成蹊大学および国際教養大学における講師ならびに大分市における教育委員就任により、国際人、ヴァイオリニストとしての活躍の幅を広げている。

## Summer in JAPAN
母親と共同で主宰する、英検3級程度以上の日本人を含めた世界の小中高生を対象にした英語のサマースクール。ハーバード大学に入学後の2013年から、毎年夏休みの時期に大分市で開催している。
参加者の能力別クラス編成を行い、現役のハーバード生が講師役として、論文作成やプレゼンテーション、演劇、美術、プログラミングを1週間かけてセミナー形式で学んでいく。共同設立者の２人から、講師役を務めるハーバード生までが無給で担い、趣旨に賛同する企業からの協賛金をもって、スクール開催費用を始めハーバード生の旅費、宿泊費および食費を賄う。参加者は安価に留学体験を味わえ、また社会貢献に意欲的なハーバード生にとっても人生経験を高められる貴重な場となっている。

## エピソード
- 物心のつく前から母親の指導の下で英語や音楽に取り組んでいたが、これらを投げ出したいと思ったことは一度もなかったという[58]。
- 母親は小学校に入学するころから、こなすべき作業を簡潔にまとめたメモ「ToDoリスト」を自作するように指導し[59]、今日に至るまでこのメモを基に[60]、アプリ「Google Keep」を用いてスケジュールを自己管理している[61]。加えて、日英2か国語で[62]、欠かさずに日記をつけている[63]。ヴァイオリンで弾いた曲や感想、演奏した場所に加え、着ていた服を書き記し、次に同じ人に会うときには同じ服を着ないように心掛けている[64]。
- 2004年、小学5年生の折に母娘で歌舞伎座にて中村勘三郎の『棒しばり』を観劇して以来、歌舞伎に心を奪われる。小学校の修学旅行の日程と勘三郎の襲名披露公演が重なった折には、「修学旅行より勘三郎でしょ！」と躊躇なく修学旅行をパスした[65]。
- 中学校の修学旅行についても、ヴァイオリンのコンクールの日程と重なったために、参加をキャンセルした[66]。オーストラリアへ行く高校の修学旅行も不参加だった[67]。
- 高校3年生の折、受験勉強があまりにもハードでヴァイオリンの練習が十分にできないまま教室に臨んだところ、講師の怒りを買って1時間のレッスンを20分で打ち切られてしまい、自主練習に代えられてしまうことがあった[68]。
- ハーバード大学を受験するに際して、15,000語の英単語を覚えた[69]。
- 気分転換を図る時には、インスタグラムでポメラニアンや猫の画像を閲覧したり[70][71]、aiko、椎名林檎、ポルノグラフィティなどのJ-popを聴いたりして過ごす[72]。
- 完全な夜型生活で、平日の就寝時刻は午前2時を過ぎることがざらにある。一方で、土曜日には極力予定を入れず、寝だめして日頃の睡眠不足を解消しようと努めている[73]。電車や飛行機での移動中もひたすら熟睡しているという[74]。
- 将来にわたって演奏家として通すかどうかはあえて決めてしまわないが[75]、生涯音楽を続けていく意志を持ち、誰もが人生のどのような場面においても音楽と関与していける世の中をつくりたい、そしてそのような仕事に就きたいと考えている[76]。
- ウィキペディアは興味を抱いたキーワードを要約網羅してくれる便利なツールで、学生時代に課題を書く際に参考にする機会が多かったという。閲覧者の多い英語版は一定の信頼性を有する一方、日本語版は参加者に乏しく監視の目も緩いために「知識系読み物」として利用する程度でよいとしている[77]。
- 食事に関して肉類を食さない方針であることを、出演したテレビ番組において明かしている[78]。

## ディスコグラフィー
- 『メンデルスゾーン: ヴァイオリン協奏曲+シャコンヌ』（2022年2月21日）

## 著書
- 廣津留すみれ『ハーバード・ジュリアードを首席卒業した私の「超･独学術」』KADOKAWA、2019年2月15日。ISBN 978-4-04-604033-6。
- 廣津留すみれ『私がハーバードで学んだ世界最高の「考える力」』ダイヤモンド社、2020年1月30日。ISBN 978-4-478-10729-4。
- 廣津留すみれ『ハーバード・ジュリアードを首席卒業した私が見てきた新・世界の常識』KADOKAWA、2020年6月25日。ISBN 978-4046047335。
- 廣津留すみれ『アメリカ生活で磨いた ネイティブがよく使う英会話フレーズ』集英社、2023年3月24日。ISBN 978-4087880861。

## 訳書
- トレーシー・ニューマン 著、廣津留すみれ 訳『イツァーク ヴァイオリンを愛した少年』音楽之友社、2022年9月24日。ISBN 978-4276213302。

## 出演

### テレビ・ラジオ
- 人生が変わる1分間の深イイ話（2018年6月11日、日本テレビ）
- 今ドキ親子の事件簿（2019年1月2日、毎日放送）
- あいつ今何してる?（2019年9月18日、2020年10月14日、テレビ朝日）
- セブンルール・特別編（2020年12月8日（前編）＆12月15日（後編）、関西テレビ）
- 特別報道番組 Withコロナ これからの大分（2020年12月26日、TOSテレビ大分）
- 題名のない音楽会（テレビ朝日）[79]
  - 2021年4月10日、
  - 2022年7月9日、10月29日、12月17日、
  - 2023年2月4日、4月29日、6月23日、10月28日、
  - 2024年1月27日、3月23日、4月20日、11月9日[80]
- サンデージャポン（2021年6月13日・7月18日、TBS）
- THE名門校 日本全国すごい学校名鑑（2021年6月14日・21日放送、BSテレビ東京）
- 奇跡体験!アンビリバボー（2021年7月22日、フジテレビ系）
- 歌える！J-POP黄金のヒットパレード決定版！（NHK BSプレミアム/4K）
  - 2021年10月16日 - 共演：中島美嘉、ハラミちゃん、万葉
  - 2022年5月21日 - 共演：坂本冬美、ハラミちゃん
  - 2023年2月11日 - 共演：山根康広、ハラミちゃん
- サタデーパレット（2021年4月 -  、テレビ大分） - 不定期
- 羽鳥慎一モーニングショー（2021年1月 -  、テレビ朝日） - 1月 - 3月不定期、4月 - 9月金曜隔週、10月より金曜コメンテーター[81]
- 徹子の部屋（2022年8月5日、テレビ朝日[注釈 5]放送、母：廣津留真理と共演）
- しゃべくり007（2023年6月12日、日本テレビ） - 高嶋ちさ子が憧れる女性として出演[82]
- 太田上田（2023年10月3日・10日、中京テレビ）
- 新美の巨人たち（2023年12月23日[83]、2024年7月6日[84]、2024年12月21日[85]、テレビ東京系）